# 糠野目橋
糠野目橋（ぬかのめばし）は、山形県東置賜郡高畠町に架かる橋。

## 概要
最上川に架かる橋で、国道13号が通る。
1878年、現在の場所から約100 m下流の場所に松川橋として架橋。主要道路に架かる橋として、1871年から一時通行が有料化されていた。
1956年8月に現在の橋が完成。石橋がコンクリート橋となり、名称も糠野目橋に改称となる。1969年4月、橋の西側に歩道用の橋が架けられ、1993年3月には東側に自転車用の橋が架けられた。
糠野目橋付近には「糠野目水辺の楽校」と題した河川敷が整備されており、江戸時代は最上川舟運の最終舟着き場であった。
最上川に架かる国道13号の橋の中では1番下流部に位置する。